# Cipotânea
Cipotânea es un municipio brasilero del estado de Minas Gerais. De acuerdo con el censo realizado por el IBGE en 2010, su población es de 6.547 habitantes.
El municipio vive de la agronomía y es conocido por la producción artesanal en paja de maíz. Sus principales atracciones son las fiestas del maíz (julio) y el jubileo de São Caetano (agosto), que son comemoradas todos los años. En la plaza principal está situada la Iglesia y el jardín central de la ciudad. 